# Metro v Londýně
Metro v Londýně (anglicky London Underground) je síť podzemní dráhy v oblasti Velkého Londýna a blízkého okolí. První úsek metra byl zprovozněn 10. ledna 1863, což z něj činí nejstarší systém tohoto druhu na světě. Síť v současnosti (2021) tvoří 272 stanic a více než 402 km tratí. Třebaže anglický název naznačuje, že se jedná o podzemní systém, vede 55 % jeho tratí po povrchu. V běžné řeči bývá metro označováno přezdívkou the Tube (anglicky roura), která je odvozena od tvaru a rozměrů jeho tunelů. V období let 2018 až 2019 přepravilo metro rekordní počet 1 384 milionů cestujících, což představuje v průměru 3 790 000 lidí denně.

## Historie

### Vznik sítě

#### Podpovrchové linky
První plány na vybudování podzemní dráhy v Londýně se objevily v 30. letech 19. století. Trať měla spojovat City s centrem města a odlehčit dopravě v úzkých ulicích, které byly přeplněné koňskými povozy. V roce 1854 získala společnost Metropolitan Railway povolení ke stavbě této dráhy. Stavba probíhala metodou cut-and-cover, která spočívala ve vyhloubení asi 4,5 m hlubokého výkopu o šířce přibližně 9 m, který se následně překryl střechou. Část linky pak byla budována v otevřeném zářezu. První vlaky určené veřejnosti na úseku mezi stanicemi Paddington a Farringdon vyjely 10. ledna 1863. Londýnské metro je tak nejstarší podzemní dráhou na světě. Výstavba prvního úseku o délce asi 6 kilometrů stála 1,3 milionu liber (v tehdejších penězích), což bylo více, než se původně předpokládalo. Metro vzbudilo velký zájem veřejnosti. První den bylo přepraveno téměř 40 000 cestujících a za první půlrok fungování ji denně využilo průměrně asi 27 800 cestujících. Za první rok fungování metro přepravilo 9,5 milionu pasažérů. V přepočtu na kilometr linka metra vynášela na jízdném přibližně desetkrát až dvacetkrát více než běžná železniční trať.

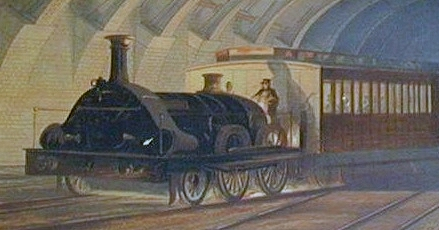
Parní vlak společnosti Great Western Railway s širokým rozchodem. Je zde patrná kolejová splítka, která umožňovala provoz vlaků dvou rozchodů.

 Tehdejší vlaky byly poháněny parou a dodala je společnost Great Western Railway (GWR), jejíž trať se na podzemní dráhu napojovala ve stanici Paddington. Vzhledem k tomu, že síť GWR v této době měla výhradně široký rozchod (2 134 mm), byla tomu trasa metra uzpůsobena pomocí kolejové splítky, která umožňovala mimoto také provozování vlaků se standardním rozchodem. Vagóny pro cestující byly dřevěné a osvětlené svítiplynem. Vlaky jezdily ve špičce v odstupech 10 minut.
Brzy po zahájení provozu se ukázalo, že spolupráce mezi Metropolitan Railway a GWR nebude fungovat. GWR chtěla provozovat především dálkové vlaky, které by pokračovaly dále po jejích tratích, zatímco Metropolitan Railway vyžadovala hustší provoz a kratší intervaly. Do září roku 1863 tak GWR vypověděla svou spolupráci a Metropolitan Railway, která nedisponovala žádnými vozidly, si byla nucena pronajmout lokomotivy a vagony od Great Northern Railway, než se jí podařilo urychleně pořídit vlastní.
Jelikož vlaky byly poháněny parou, byl potřeba účinný systém ventilace. Při stavbě původní trasy se věřilo, že lokomotivy, které v tunelech budou jezdit, nebudou produkovat tolik kouře. Lokomotivy byly vybaveny zařízením pro odvod a kondenzaci páry. Ventilace se tak podcenila a tunely, stanice i samotné vlaky se běžně plnily kouřem, což obtěžovalo mnohé cestující. S navyšováním počtu spojů se situace ještě zhoršovala. Ačkoli probíhaly snahy odvod kouře zlepšit, situace se výrazně zlepšila až s elektrifikací na přelomu 19. a 20. století.
Síť podzemních drah se nadále rozšiřovala. V roce 1865 byla původní linka prodloužena směrem na východ do nové konečné Moorgate. Roku 1868 byla otevřena Metropolitan District Railway spojující South Kensington a Westminster. Trať byla součástí plánované okružní trasy kolem centra Londýna. Tato Circle Line byla dokončena v říjnu 1884 a na budování se podílely obě společnosti. Obě společnosti své linky nadále rozšiřovaly. District Railway vybudovala několik tras směrem na západ, které obsluhovaly Ealing, Kew, Richmond a Wimbledon. Metropolitan Railway svou linku prodloužila až do stanice Verney Junction v hrabství Buckinghamshire, která ležela asi 80 km severozápadně od centra Londýna.

#### Podzemní linky

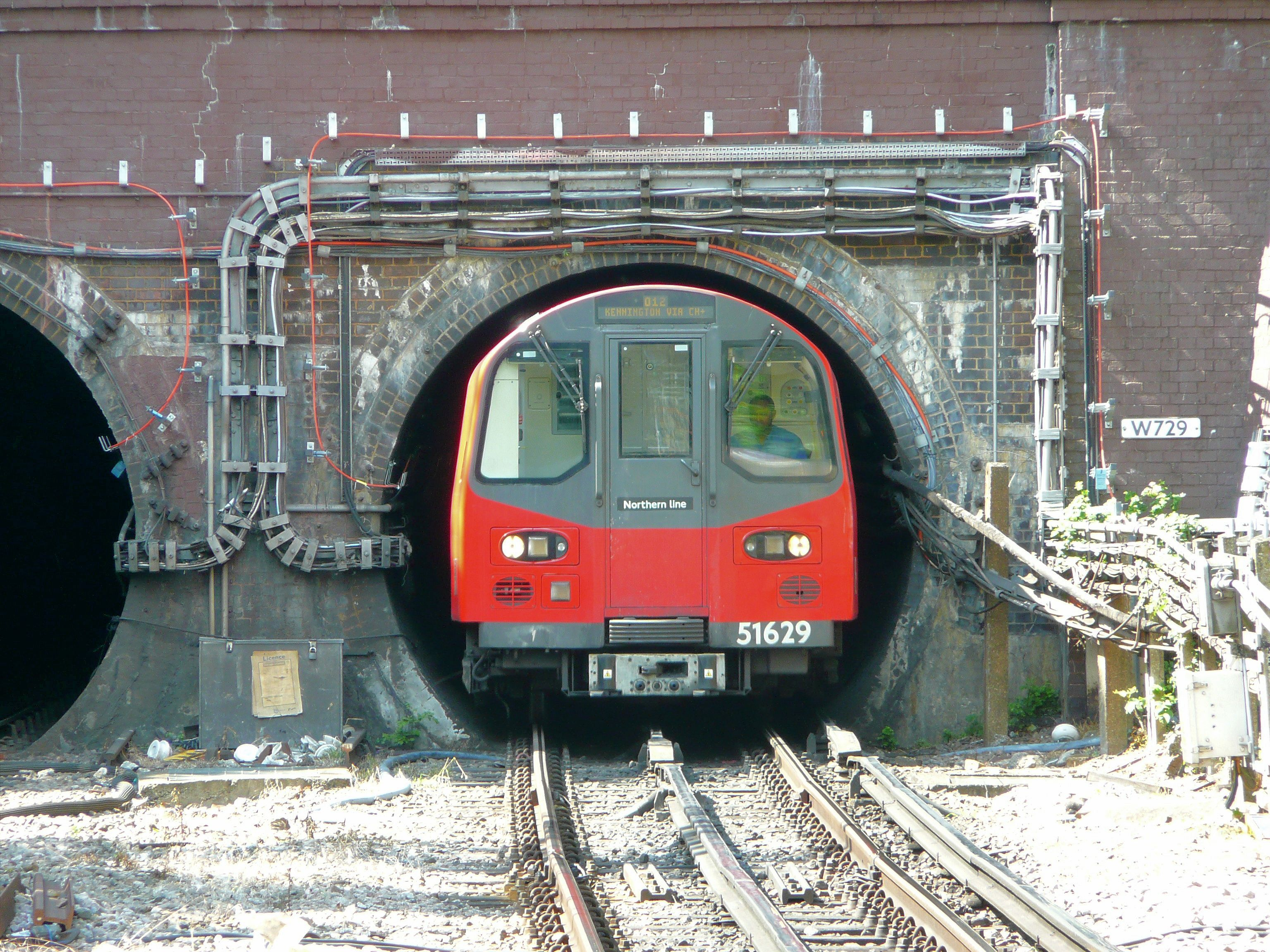
Souprava metra vyjíždí z tunelu poblíž Hendon Central. Obrázek ilustruje důvod použití slova Tube (anglicky roura) pro označení metra.

Pokrok v elektrické trakci a technologii budování tunelů později umožnil umístit dráhu do podzemí (deep-level), hlouběji než původní podpovrchové trasy. První takovou podzemní trasou byla City & South London Railway (C&SLR) mezi King William Street a Stockwell (nyní část trasy Northern Line). Tato trasa byla zprovozněna 18. prosince roku 1890. Vlaky byly taženy elektrickými lokomotivami a disponovaly elektrickým osvětlením. Linka byla plně podzemní a její hloubka pod povrchem se pohybovala mezi 13,5 a 32 metry. Aby se ušetřily stavební náklady, byly tunely budovány s co nejmenším průměrem. Pro každý směr byl vyražen tunel o průměru přibližně 3 metry. Samotné vagony, které na trati tehdy jezdily, měly šířku asi 2 metry. Za rok 1891 novou podzemní linku využilo asi 5 milionů cestujících. V roce 1900 byla linka prodloužena jižně do stanice Clapham Common a severně do Moorgate. Do roku 1907 byla prodloužena dále na sever přes King's Cross do stanice Euston.
Druhou podzemní linkou metra byla Waterloo & City Railway. Tato linka s původní délkou 2,03 km spojovala, jak název napovídá, nádraží Waterloo přímo s City. Stavba trvala 4 roky a k otevření došlo v roce 1898. Její výstavbu podporovala společnost London and South Western Railway, která linku následně provozovala. Tunely byly výrazně širší než v případě C&SLR. Tato linka jako první nepoužívala lokomotivy, ale čtyřvozové motorové soupravy, které byly původně dovezeny z Ameriky.
V létě 1900 byla veřejnosti otevřena další podzemní trasa procházející samotným centrem Londýna – Central London Railway (předchůdce současné Central Line). Trať o původní délce 9,14 km spojovala Shepherd's Bush s Bank v City. Linka byla parlamentem schválena už v roce 1892, a to navzdory námitkám Metropolitan Railway a District Railway, které nový projekt vnímaly jako nebezpečnou konkurenci. Tunely této linky měly průměr 3,56 m a byly budovány v hloubce 18 až 34 m. Do konce roku 1900 linku využilo asi 15 milionů cestujících a v roce 1901 dosáhla dokonce 41 milionů. V roce 2012 byla linka prodloužena o jednu stanici, aby se napojila na nádraží Liverpool Street.

#### Elektrifikace podpovrchových linek
Na začátku 20. století si provozovatelé podpovrchových linek uvědomili nutnost své linky elektrifikovat. Zakouřené stanice neměly u cestujících dobrou pověst a přecházeli ke konkurenci, která se objevila v posledních letech a nabízela pohodlnější cestování. Nejprve se zvažoval pohon 3000 V střídavého proudu s vrchním odběrem, který nabízela maďarská firma Ganz. Takové řešení elektrifikace by bylo naprosto odlišné od všeho, co se zatím v Anglii realizovalo. Než se však tento plán stihl realizovat, došlo k výrazné změně ve vlastnictví District Railway. District totiž koupil americký podnikatel Charles Yerkes. Investor přinesl značný kapitál a odmítl elektrifikaci na střídavý proud na základě svých zkušeností z USA. Jeho rozhodnutí vedlo ke sporu s Metropolitan Railway. Nakonec však byly linky obou společností elektrifikovány podle jeho záměru stejnosměrným proudem, podobně jako už existující C&SLR.

### Underground Electric Railways of London

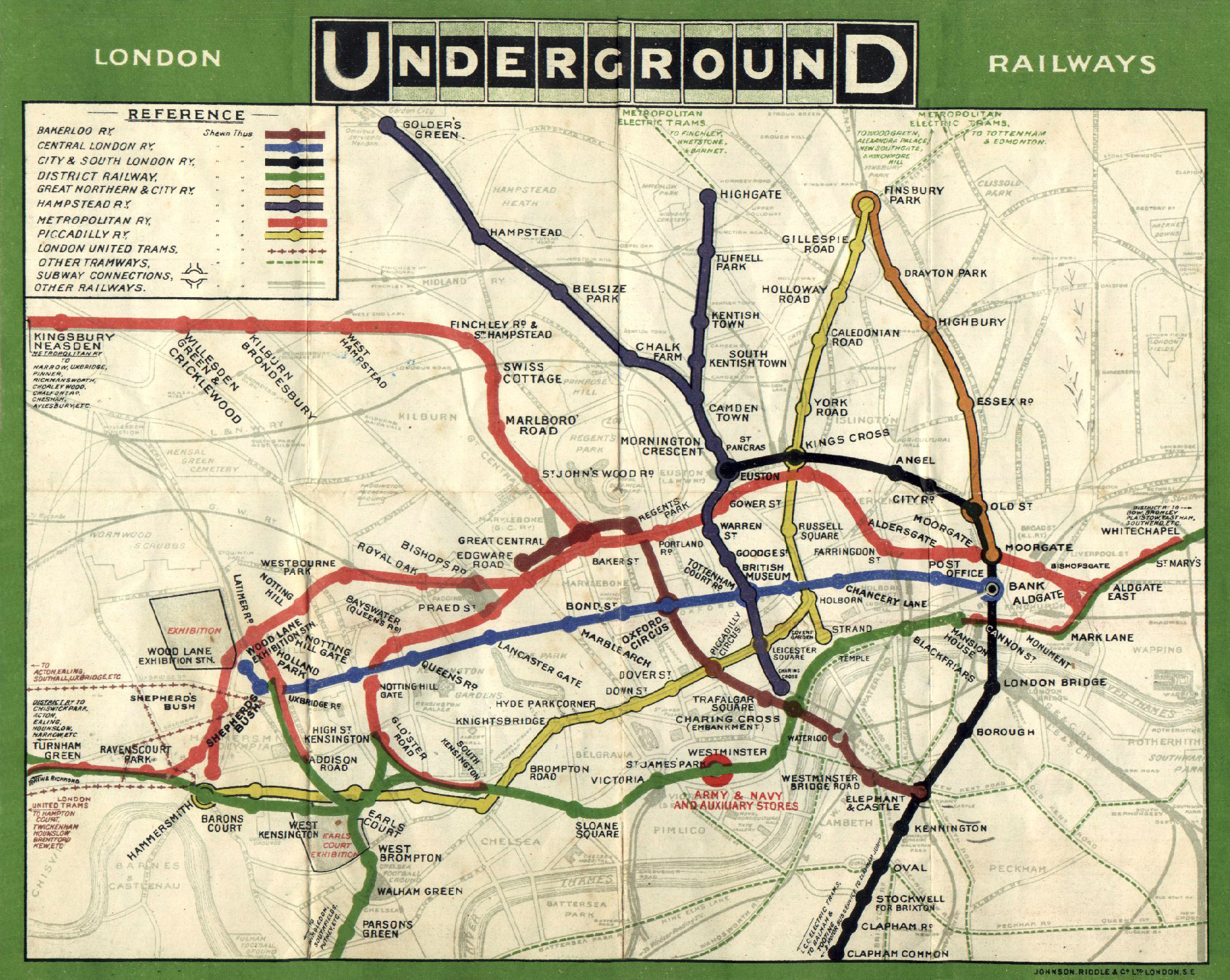
Mapa londýnského metra z roku 1908

Charles Yerkes rychle získal plnou kontrolu nad District Railway. V roce 1902 založil společnost Underground Electric Railways Company of London Ltd (UERL, také označována jednoduše jako „Underground“), která v letech 1906 a 1907 dokončila trojici podzemních linek metra. Jednalo se o Charing Cross, Euston & Hampstead Railway (později část trasy Northern Line), Great Northern & Strand Railway, Brompton & Piccadilly Circus Railway (později základ trasy Piccadilly Line) a Baker Street & Waterloo Railway (trasa Bakerloo Line). Společnost také vlastnila mnoho tramvajových linek a London General Omnibus Company.
Naprostá většina nových stanic těchto tří linek byla podzemní. Vzhledem k tomu, že linky stavěla stejná společnost, byl do jisté míry sjednocen jejich design. Nástupiště zdobily dlaždicové mozaiky, které se v každé stanici lišily a pomáhaly s orientací. Nadzemní budovy byly budovány s nosnou ocelovou konstrukcí, aby bylo možné později vybudovat další patra určená k pronájmu. Staniční budovy jsou do současnosti jednoduše rozpoznatelné díky charakteristické fasádě s obložením z krvavě rudé kameniny. Stanice byly stavěny podle návrhu, jehož autorem byl architekt Leslie Green. Americká firma Otis Elevator Company dodala do těchto stanic celkem 140 elektrických výtahů.

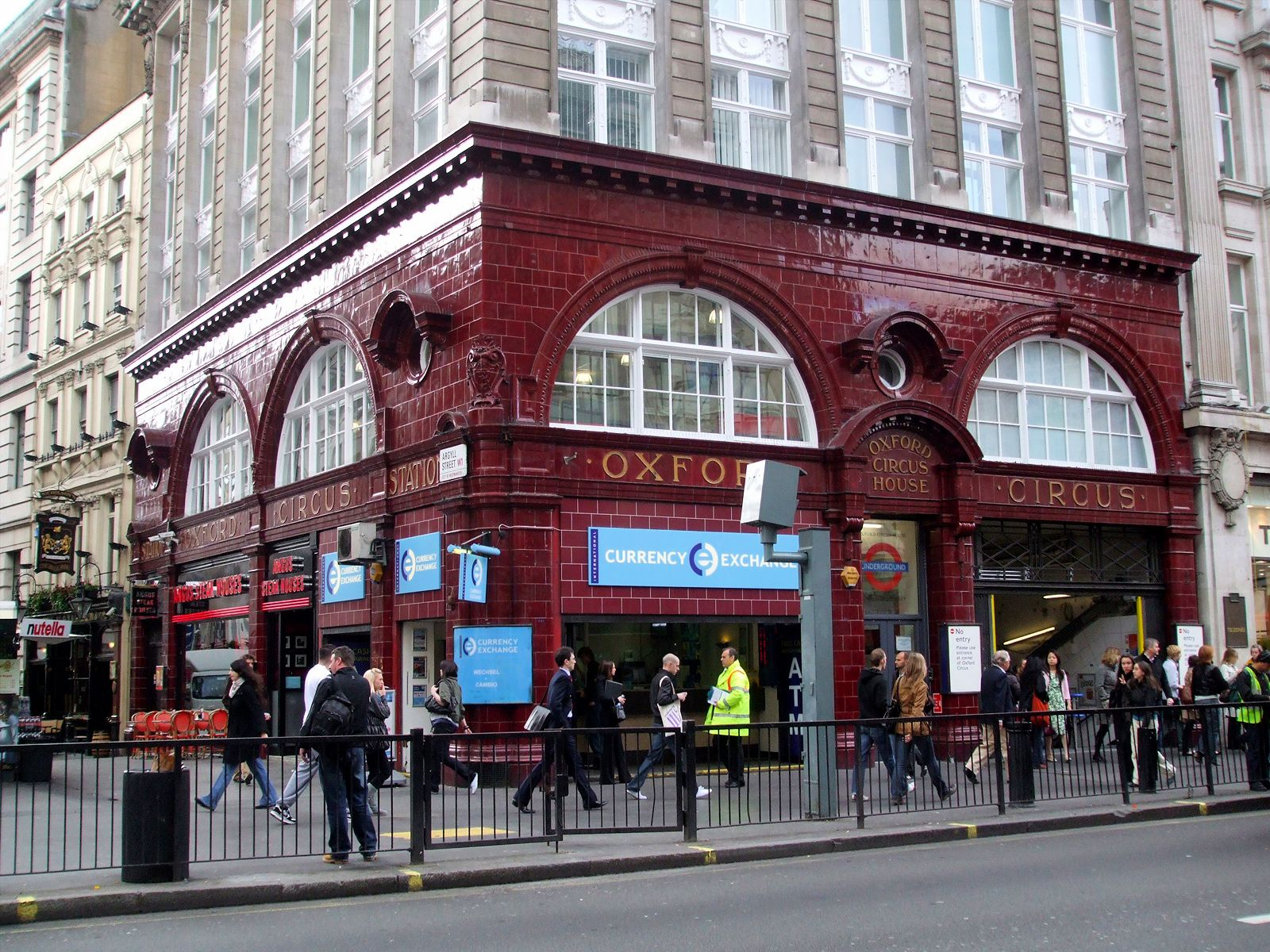
Typická nadzemní budova s fasádou z temně rudých cihel (stanice Oxford Circus)

Různé trasy metra provozovaly nezávislé společnosti v rámci skupiny UERL, což působilo potíže cestujícím. V roce 1908 se všechny firmy provozující metro spojily pod označení „UNDERGROUND“, které se následně objevilo na cedulích ve stanicích. Zvažovalo se také označení „Tube“, které ovšem bylo oficiálně zamítnuto a vžilo se pouze jako neoficiální název. V roce 1910 se tři nové podzemní linky spadající pod UERL formálně spojily do společnosti „London Electric Railway“, která se stala dceřinou společností UERL. Tento krok umožnil lepší spolupráci těchto tří linek, které byly budovány samostatně a při výstavbě nepočítaly s přestupy mezi svými stanicemi.

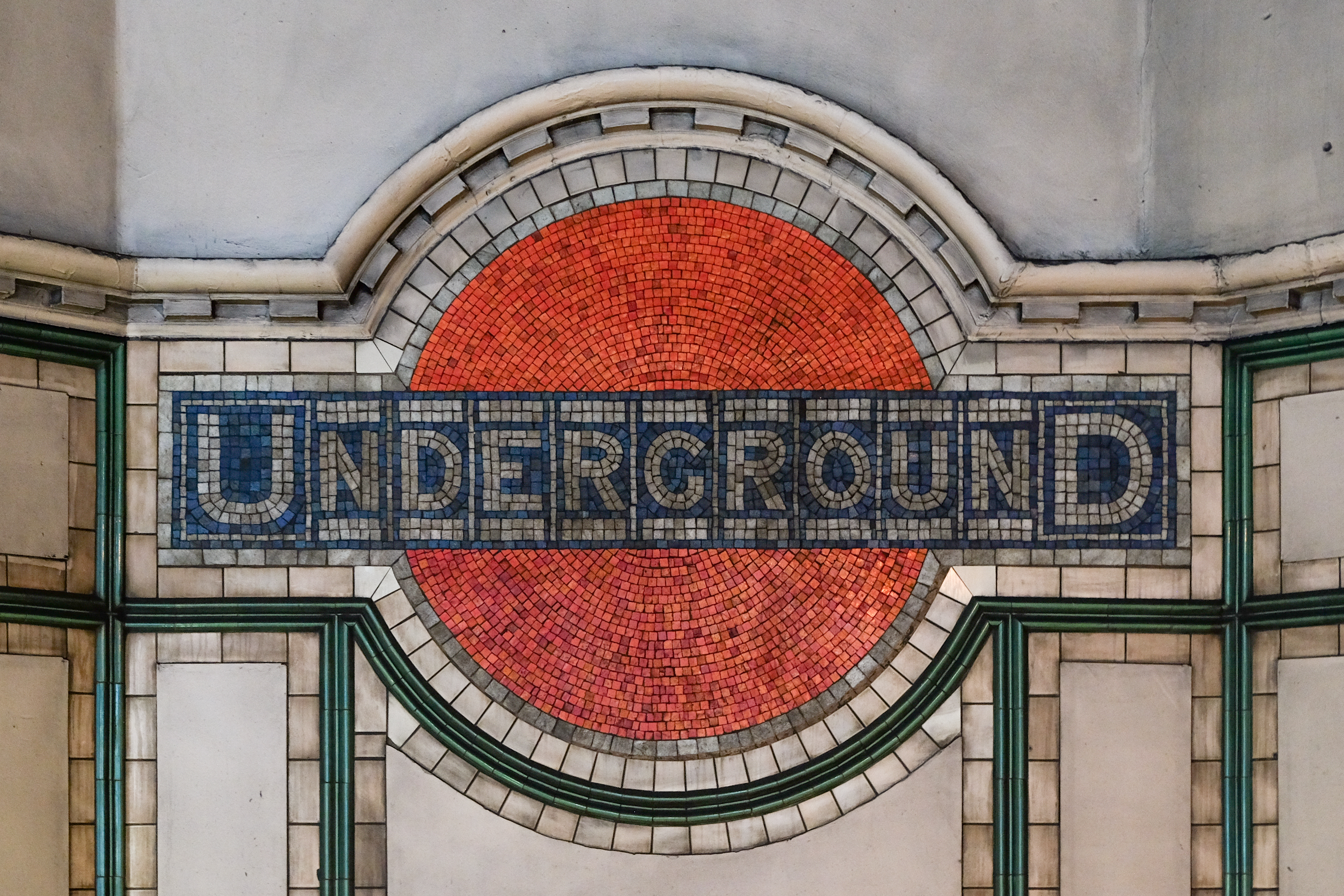
Užití typického „roundelu“ ve stanici Maida Vale

Z této doby také pochází typické grafické označení metra ve formě kruhu, přes který je umístěn nápis, tzv. „roundel“. Jeho první použití v metru se datuje do roku 1908. Také byla vydána mapa metra, která zobrazovala linky všech společností. Sjednotil se i systém jízdného, a tedy si cestující mohli pořídit jízdenku na více linek současně. V roce 1911 byly ve stanici Earl's Court instalovány první eskalátory v celé síti metra. Na eskalátory si veřejnost rychle zvykla a ukázalo se, že jsou výrazně efektivnější pro přepravu cestujících než výtahy. Proto byly všechny stanice od roku 1912 stavěny už pouze s eskalátory. V roce 1911 měřila síť metra celkem 174 km.
Do roku 1913 se UERL povedla akvizice Central London Railway a City & South London Railway a jediné linky metra, které pod ni nepatřily, byly Waterloo & City Railway a Metropolitan Railway (spolu se svými dceřinými společnostmi East London Railway a Great Northern & City Railway), která návrhy na spojení ze strany Underground Group vytrvale odmítala.
Síť metra se nadále rozrůstala. Bakerloo Line byla prodloužena na severozápad do stanice Watford Junction a na části své trasy sdílela trať s vlaky London & North Western Railway. Central Line byla prodloužena na západ do Ealing Broadway. Výstavbu však zbrzdila první světová válka. Kvůli válce se dočasně zvýšil počet obyvatel Londýna a metro za těchto časů doznalo nečekaný růst počtu cestujících. Kvůli odchodu mužů do armády se ovšem též potýkalo s nedostatkem zaměstnanců. Z tohoto důvodu začalo metro od roku 1915 zaměstnávat více žen. Na konci roku 1917 jich bylo v Metropolitan Railway zaměstnáno přes 500. Během náletů na Londýn v letech 1915–17 se obyvatelé města ukrývali v metru. Stanice hluboko pod zemí byly využity jako protiletecké kryty.
Po válce došlo k významnému rozšíření C&SLR na jih do stanice Morden a také na sever, kde byl umožněn přestup ve stanici Camden Town na Hampstead Railway. Od roku 1924 tak byly obě linky propojené. Samotná Hampstead Railway byla také prodloužena a ve stanici Kennington vznikl další přestupní uzel mezi těmito dvěma linkami. Trvalo to však až do roku 1937 než byly formálně spojeny a přejmenovány na Northern Line.
Metropolitan Railway v této době aktivně podporovala rozvoj příměstského bydlení podél své trati v severozápadním Londýně ve snaze zvýšit počet cestujících a zhodnotit pozemky, které vlastnila. Pro tento projekt bylo používáno označení „Metro-land“. V rámci tohoto projektu byly rozsáhlé pozemky postupně rozparcelovány a prodávány na výstavbu rodinných domů, čímž vznikly nové rezidenční čtvrti s přímým napojením na železniční dopravu.

### London Passenger Transport Board
V roce 1933 byla založena společnost London Passenger Transport Board (LPTB), vystupující také pod označením London Transport. Do její správy byly začleněny téměř všechny linky metra, městské a nezávislé autobusové a tramvajové linky. Jediná Waterloo & City Railway zůstala svým tehdejším majitelům, tedy společnosti Southern Railway. V roce 1933 také vyšla první verze mapy metra „Tube Map“, kterou navrhl Harry Beck. Tato mapa byla pouhým diagramem a vychází z ní i současná mapa. LPTB vytvořila plán rozvoje městské hromadné dopravy pro léta 1935 až 1940, známý jako New Works Programme. Tento plán obsahoval především prodloužení Northern Line a Central Line do předměstí severního Londýna. Toho se dosáhlo elektrifikací stávajících železničních tratí a jejich převedením pod metro. V této době také došlo k významné obnově vozového parku. Do září 1939, před vypuknutím druhé světové války, bylo do provozu dodáno celkem 1 121 vozů pro podzemní linky (1938 Stock) a 573 vozů pro podpovrchové trasy. Nadcházející druhá světová válka nicméně většinu plánů zastavila nebo výrazně zpomalila.

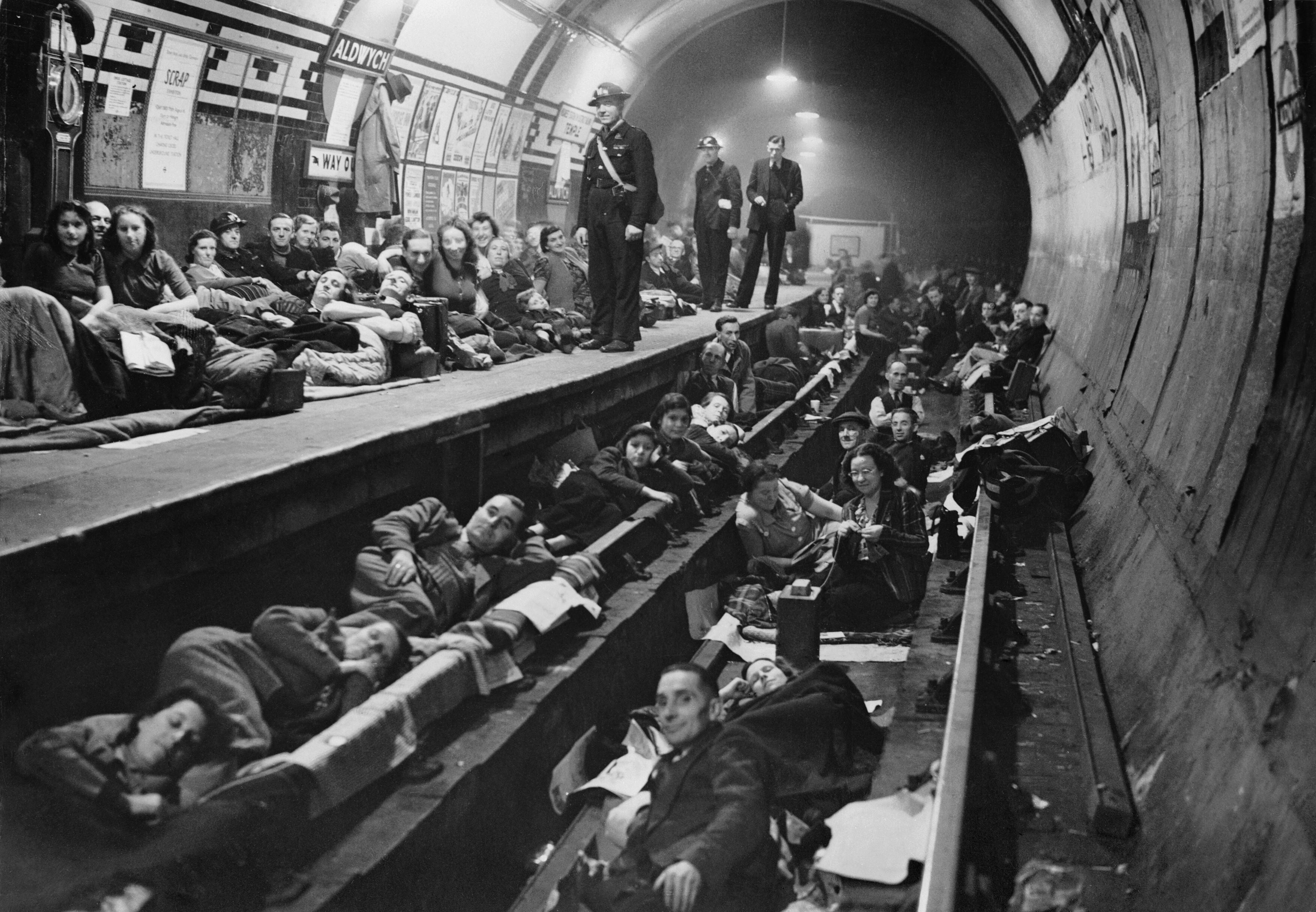
Lidé se schovávají před německým bombardováním ve stanici Aldwych (1940)

Na rozdíl od první světové války byla ta druhá očekávána několik měsíců předem. Bylo jasné, že Londýn bude během války čelit masovému bombardování, a metro se na tuto situaci pečlivě připravovalo. V metru panovalo celkem vysoké riziko záplav, takže některé tunely byly preventivně zahrazeny a provoz metra pozastaven. Stanice následně sloužily jako provizorní kryty, ve kterých se ukrývaly tisíce lidí. Zpočátku byla snaha občanům úkryt ve stanicích zakázat, to se však ukázalo jako nepraktické a bezdůvodné. Úkryt pod zemí nicméně nebyl zárukou bezpečí. V lednu 1941 zasáhla německá bomba vestibul stanice Bank. Při výbuchu zemřelo 111 lidí, kteří se zde ukrývali. Dne 3. března 1943 pak došlo k tragickému incidentu ve stanici Bethnal Green, při kterém zemřelo 173 lidí (z toho většina ženy a děti). Dav lidí se do stanice utíkal schovat před očekávaným náletem. Ve všeobecné panice, kterou posílily výstřely z nedalekých protiletadlových baterií, došlo k pádu lidí z eskalátorů, ušlapání a zadušení mnoha osob. Tato tragédie je považována za největší civilní katastrofu ve Spojeném království během druhé světové války a zprávy o ní byly kvůli obavám, že bude událost zneužita nepřátelskou propagandou, záměrně skrývány před veřejností až téměř do konce války.

### Poválečné období a rozvoj sítě
Po válce byla část předválečných plánů obnovena a zvyšoval se rozsah dopravy. Mnohé návrhy však byly odloženy na neurčito či kompletně zavrženy. V roce 1948 byl London Transport zestátněn a přejmenován na „London Transport Executive“. V roce 1963 došlo k další změně a správu veřejné dopravy v Londýně pak měla na starost přejmenovaná „London Transport Board“ spadající přímo pod ministerstvo dopravy. Od roku 1970 pak správa přešla na Greater London Council (GLC), a to až do roku 1984, kdy se správa vrátila do rukou vlády.
Práce na elektrifikaci Metropolitan Line, které byly přerušeny kvůli válce, byly dokončeny v roce 1960. Trať byla elektrifikována až do stanice Amersham a parní vlaky byly postupně nahrazeny novými soupravami typu A, které zůstaly na Metropolitan Line v provozu až do roku 2012. V roce 1962 byla schválena nová 16 km dlouhá trasa Victoria Line ve směru severovýchod-jihozápad přes centrum Londýna, která převzala většinu nárůstu poválečné dopravy. Linka byla otevřena po částech v letech 1968–1971 a dosáhla vysokého stupně automatizace, první svého druhu na světě. V roce 1977 se otevřel úsek Piccadilly Line na letiště Heathrow a další nová linka, Jubilee Line, byla otevřena v roce 1979.
V osmdesátých letech byl reformován systém jízdného. V roce 1981 vznikl zónový systém a jízdné se začalo počítat podle počtu projetých zón. Se zavedením nového systému v roce 1981 klesly ceny jízdného průměrně o 32 %. Tomuto následoval okamžitý nárůst počtu cestujících. Toto snížení bylo právně napadeno a soud rozhodl, že nebylo v souladu se zákonem. V následujících letech se tedy ceny jízdného ještě několikrát změnily. Zónový systém byl zároveň zjednodušen, takže se stal srozumitelnějším pro cestující. V roce 1983 se pak začala vydávat jízdenka Travelcard, která byla tehdy nebývale finančně výhodná. Na konci osmdesátých let byly pokladny ve stanicích postupně nahrazovány počítačovým systémem.

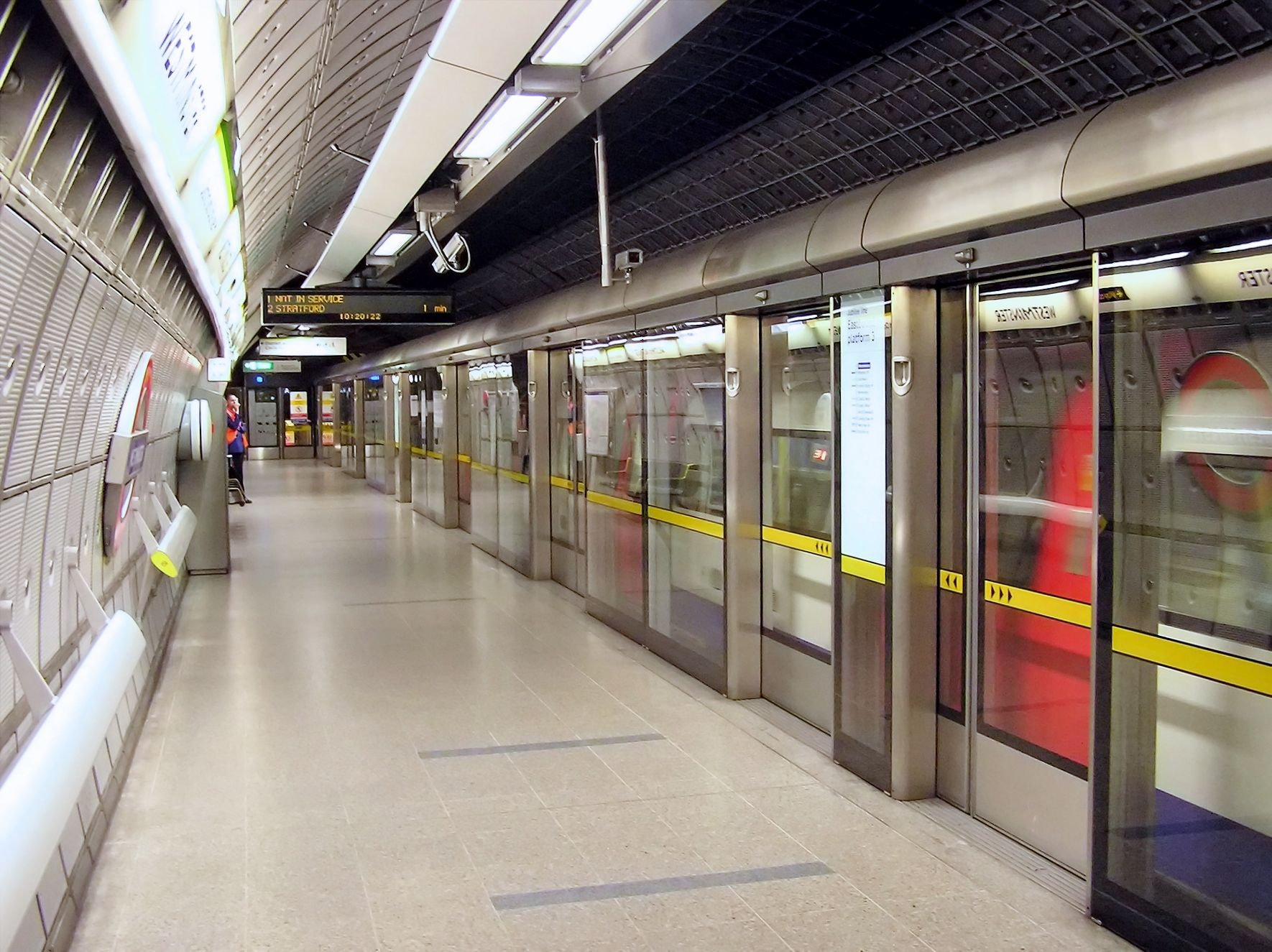
Automatické dveře na nástupišti ve stanici Westminster

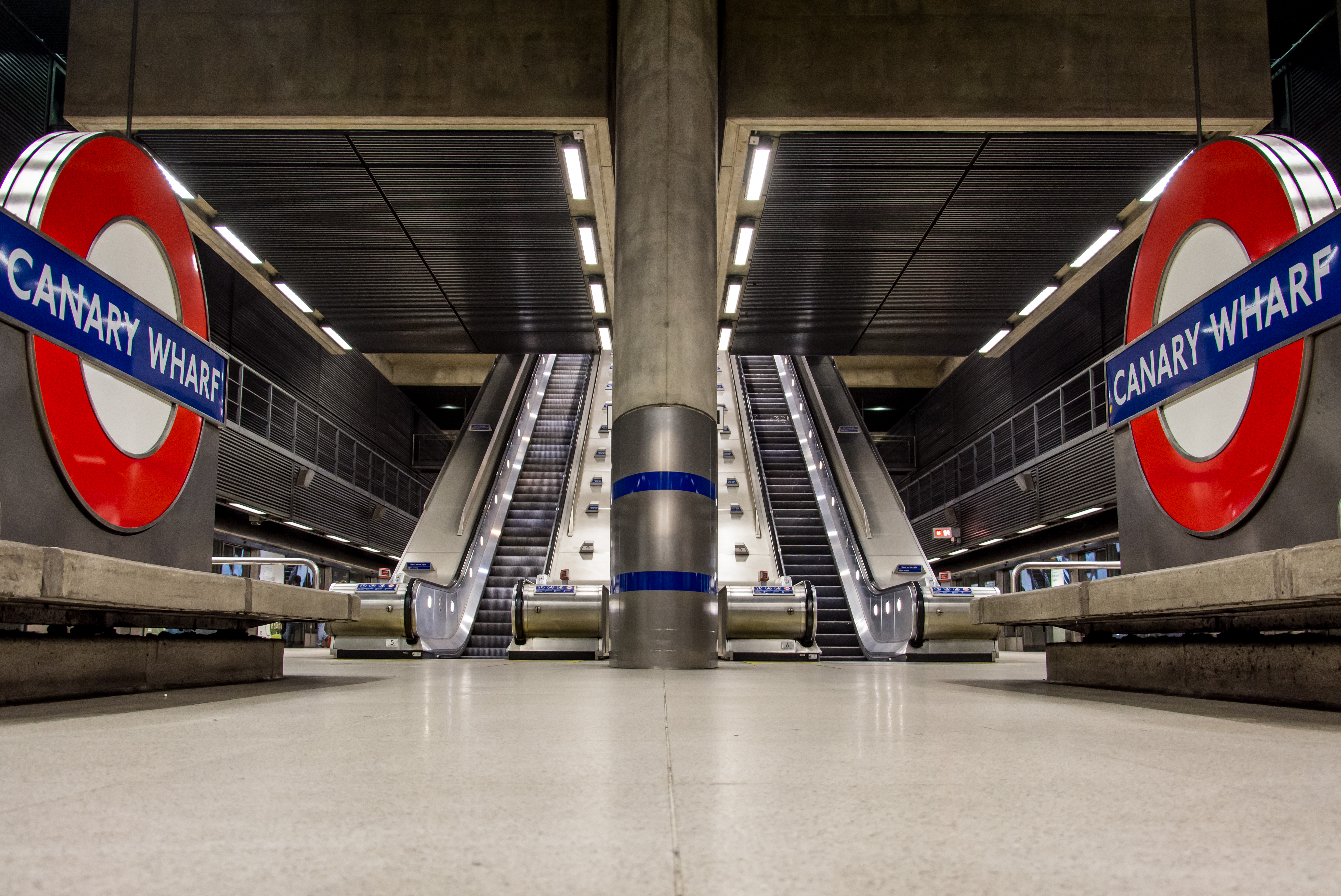
Moderní architektura stanice Canary Wharf

V dubnu 1994 se Waterloo & City Railway (vlastněná British Rail a již známá jako Waterloo & City Line) stala oficiálně dvanáctou linkou metra. V roce 1999 byla Jubilee Line prodloužena před Docklands do stanice Stratford. Úsek o 11 stanicích byl budován moderně, s bezbariérovým přístupem, prostornými nadčasovými stanicemi a automatickými dveřmi nástupiště.

### Transport for London
V roce 2000 byl vytvořen orgán Transport for London (TfL), do kterého bylo metro plně začleněno v roce 2003. TfL je součástí Greater London Authority a správní radu jmenuje starosta města. Od ledna 2003 bylo londýnské metro provozováno v rámci veřejnoprávně soukromého obchodního sdružení (Public-Private Partnership - PPP). Zatímco údržba celé infrastruktury byla svěřena soukromým firmám s 30letými kontrakty, metro vlastnil a provozoval TfL. Síť byla rozdělena na tři části: JNP (trasy Jubilee, Northern a Piccadilly – udržuje firma Tube Lines), BCV (trasy Bakerloo, Central a Victoria - udržuje firma Metronet) a SSL (podpovrchové trasy District, Metropolitan, East London, Circle a Hammersmith & City - udržuje firma Metronet). Firma Metronet se v roce 2007 dostala do insolvence a následně ji převzal Transport for London. V roce 2010 následovalo odkoupení společnosti Tube Lines, čímž byl program PPP ukončen a za údržbu celé sítě metra od této chvíle odpovídá TfL.
Nové tisíciletí přineslo inovace systému jízdného a jeho pokročilou digitalizaci. V roce 2003 se začala vydávat Oyster card, která se záhy stala velmi populární. V roce 2007 pod TfL vznikla síť London Overground, která se skládá z příměstských železničních linek. Roku 2010 pak byla do tohoto systému začleněna East London Line, která do svého uzavření fungovala jako samostatná linka metra. Během letních olympijských her v roce 2012, které se ve městě konaly, zaznamenalo metro rekordní počet cestujících – v některých dnech bylo přepraveno přes 4,3 milionu osob. Tento rekord byl v následujících letech překonán, přičemž v prosinci 2015 bylo odbaveno 4,82 milionu cestujících během jednoho dne. V roce 2013 si metro připomnělo 150. výročí svého vzniku. Oslavy byly doprovázeny řadou slavnostních akcí, včetně jízd historických parních vlaků.
V roce 2020 zaznamenalo metro silný pokles počtu cestujících související s pandemií covidu-19. Aby se předešlo šíření nemoci, 40 stanic bylo dočasně uzavřeno. V září 2021 byla Northern Line s přispěním soukromého sektoru prodloužena o dvě stanice do čtvrti Battersea. V květnu 2022 byla zprovozněna Elizabeth Line (součást projektu Crossrail) za asi 19 miliard liber. Tato linka sice není oficiálně součástí metra, nicméně její centrální část vede pod zemí a umožňuje přestup v několika stanicích metra.

## Jízdné
Londýnské metro využívá zónový tarif jízdného, který platí nejen pro metro, ale i pro další formy kolejové dopravy, které TfL provozuje. Každá stanice je zařazena do některé z devíti tarifních zón. Zóna 1 představuje centrum města a je zhruba určena vnitřním okruhem linky Circle Line. V rámci zóny 1 je dosažitelná většina známých turistických atrakcí. Zóny 2–6 tvoří soustředné kružnice kolem zóny 1 a dohromady pokrývají celé území Velkého Londýna. Zóna 6 navíc zasahuje i za jeho hranice do hrabství Essex, Hertfordshire a Surrey a zahrnuje i stanice letiště Heathrow. Zóny 7–9 (původně A, B, C a D) se nacházejí mimo Velký Londýn a již netvoří okruhy kolem města. Z metra do těchto zón patří pouze nejvzdálenější stanice na Metropolitan Line, jako například Amersham a Chesham.
Cena jízdného se odvíjí od počtu projetých zón. Všeobecně platí, že čím větším počtem zón probíhá cesta, tím dražší je jízdné. Roli ale hraje také denní doba a den v týdnu. V době dopravní špičky se platí vyšší jízdné („peak fare“), zatímco v ostatních časech je cena nižší („off-peak fare“). Jízdné v zóně 1 je dražší než jízdné ve vnějších zónách. Dražší je také jízdné z letiště Heathrow do centra. Některé stanice leží ve více zónách (typicky na jejich hranici) a pro potřeby výpočtu jízdného se počítají tak, aby byla cena co nejnižší.

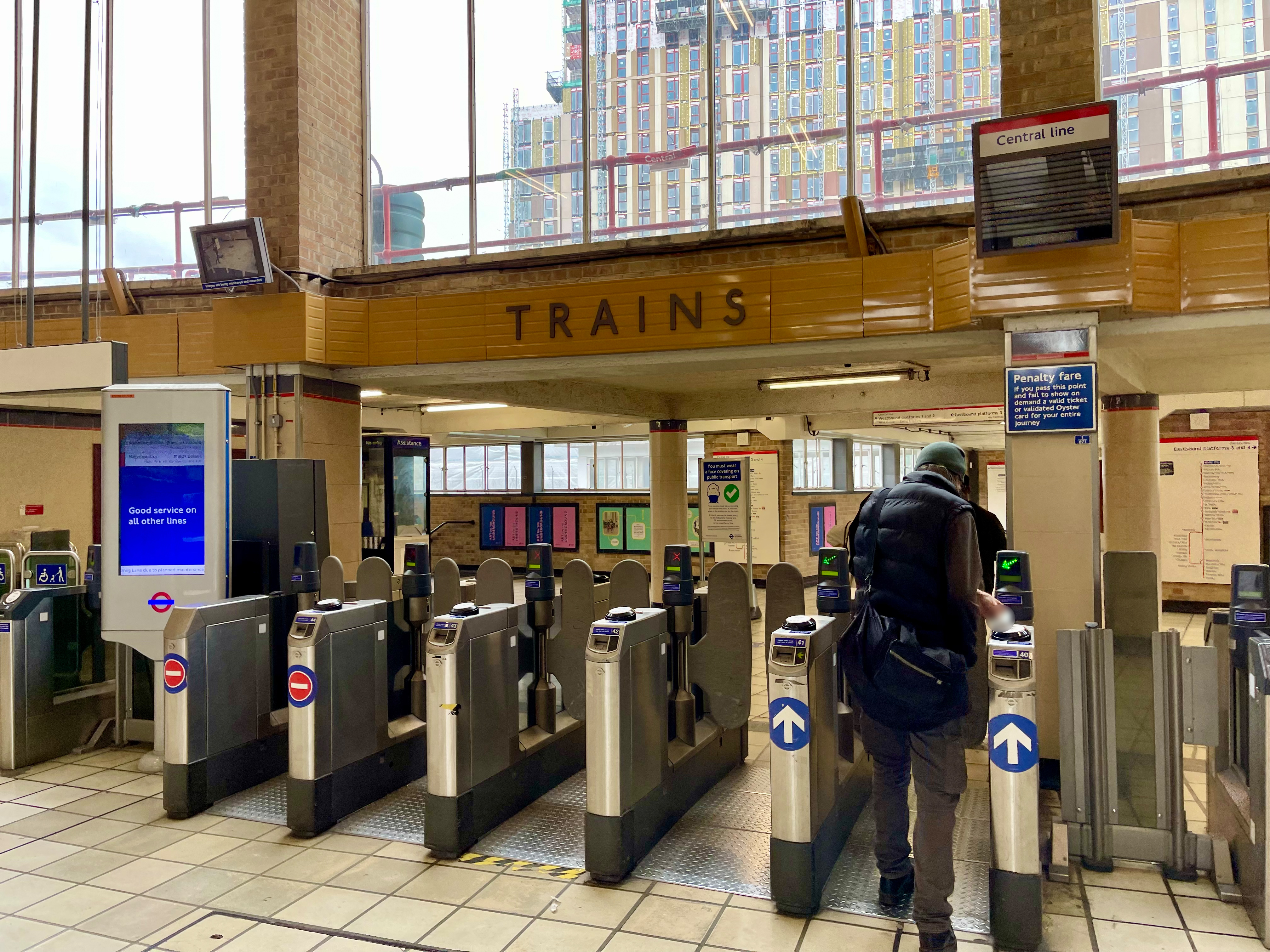
Turnikety ve stanici White City

 Většina stanic metra je vybavena turnikety, které cestující pustí dovnitř nebo ven pouze po předložení platné jízdenky. I tak je ale možné potkat revizora. Pokud cestující nepředloží platnou jízdenku, je mu uložena pokuta ve výši 100 £ (k roku 2024). Pokud ji uhradí do tří týdnů, je snížena na polovinu.

### Typy jízdenek
Papírové jízdenky je možné zakoupit v automatech ve stanicích metra. Jejich cena je ale ve většině případů výrazně vyšší než u všech ostatních typů plateb za jízdné. Například papírová jízdenka na cestu metrem v rámci zóny 1 stojí 6,7 £, zatímco cestující využívající Oyster card nebo bezkontaktní platební kartu zaplatí pouze 2,8 £ (tj. méně než polovinu). Nezkušení obyvatelé města nebo turisté koupí papírových jízdenek velmi často platí víc, než je nutné.
V roce 2003 byla zavedena Oyster card. Jedná se čipovou kartu s RFID čipem. Je na ni možné nahrát dlouhodobé jízdenky a funguje také jako elektronická peněženka, ze které se při cestování strhává příslušný kredit. Karta se setkala s velkým ohlasem. Za prvních deset let provozu bylo vydáno celkem kolem 60 milionů kusů. V té době (2013) byla Oyster card použita při více než 85 % všech cest londýnskou dopravou.
Oyster card je možné zakoupit ve stanicích metra, návštěvnických centrech TfL a také v mnoha londýnských trafikách. Turisté si mohou předem zakoupit Oyster card pro návštěvníky („Visitor Oyster card“), která poskytuje všechny výhody běžné Oyster card, a navíc se k ní vážou slevy i mimo dopravu.
Ceny jízdenek na Oyster card jsou nižší než u papírových a navíc existuje denní limit, po jehož překročení již cestující za jízdu nic neplatí. Jízdné za jeden den díky tomu většinou nepřekročí cenu jednodenní jízdenky (často se zastaví i výrazně níže). Obdobný strop existuje i pro jízdné za týden. Při cestování je třeba na začátku i na konci cesty přiložit kartu k terminálu, který se nachází u turniketů ve stanici metra. Jízdné se poté spočítá a strhne automaticky. Pokud cestující při výstupu kartu nepřiloží, je cesta považována za neúplnou a je účtována maximální cena jízdného.
Od září 2014 je možné platit i za využití bezkontaktní platební karty. TfL byl prvním poskytovatelem veřejné dopravy na světě, který tuto možnost zavedl. Systém přijímá také platby mobilním telefonem či pomocí chytrých hodinek (Apple Pay, Google Pay a další). Platba funguje jednoduše. Stačí na začátku i na konci cesty přiložit kartu k terminálu a cena jízdného se poté automaticky strhne z karty. Je ovšem nutné pro vstup i výstup použít stejnou kartu nebo zařízení, jinak je účtována maximální cena jízdného. Stejně jako u Oyster card existuje horní strop jízdného za jediný den a týden. Díky své jednoduchosti si bezkontaktní platba velmi rychle získala oblibu cestujících. V prvním celém roce používání bylo touto formou zakoupeno 25 milionů jízdenek (Oyster card ve stejném roce 99 milionů). V průběhu roku 2019 však bezkontaktní platby v počtu vydaných jízdenek Oyster card překonaly.
Příklady vydávaných jízdenek (stav v roce 2024):
| Typ jízdenky      | Papírové | Oyster card | Platební karta | Verze mimo dopravní špičku | Poznámka                                                                                      |
| ----------------- | -------- | ----------- | -------------- | -------------------------- | --------------------------------------------------------------------------------------------- |
| jedna jízda       | Ano      | Ano         | Ano            | Ano                        | Papírová jízdenka je dražší.                                                                  |
| denní jízdenka    | Ano      | Ne          | Ne             | Ano                        | Levnější verze „off-peak“ je platná v pracovní dny až od 9:30, o víkendu a svátcích celý den. |
| třídenní jízdenka | Ne       | Ne          | Ne             | Ne                         | Od roku 2010 se nevydává.                                                                     |
| týdenní jízdenka  | Ne       | Ano         | Ne             | Ne                         |                                                                                               |
| měsíční jízdenka  | Ne       | Ano         | Ne             | Ne                         | Je požadována registrace.                                                                     |
| roční jízdenka    | Ne       | Ano         | Ne             | Ne                         | Je požadována registrace.                                                                     |

Podrobné aktuální informace lze nalézt na oficiálních stránkách TfL.

### Zvýhodněné jízdné
TfL poskytuje určité slevy na jízdném dětem a studentům. Aktuální informace publikuje na svých oficiálních stránkách. K lednu 2025 platily tyto slevy:
- Děti do pěti let cestují zdarma v doprovodu dospělého s platnou jízdenkou.
- Děti od šesti do deseti let včetně mají v doprovodu dospělého dopravu zdarma, ale cestují-li samy, musejí mít vyřízený průkaz.
- Děti od 11 do 15 let s odpovídajícím průkazem (nebo návštěvnickou Oyster card) metrem cestují za poloviční cenu.
- Ve věku 16 nebo 17 let (a za určitých podmínek i více) s odpovídajícím průkazem vzniká nárok na 50 % snížení jízdného.
- Studenti od 18 let žijící v Londýně mají možnost si vyřídit průkaz a získat slevu 30 % na dlouhodobé jízdné (Travelcard) a případně i další slevy.

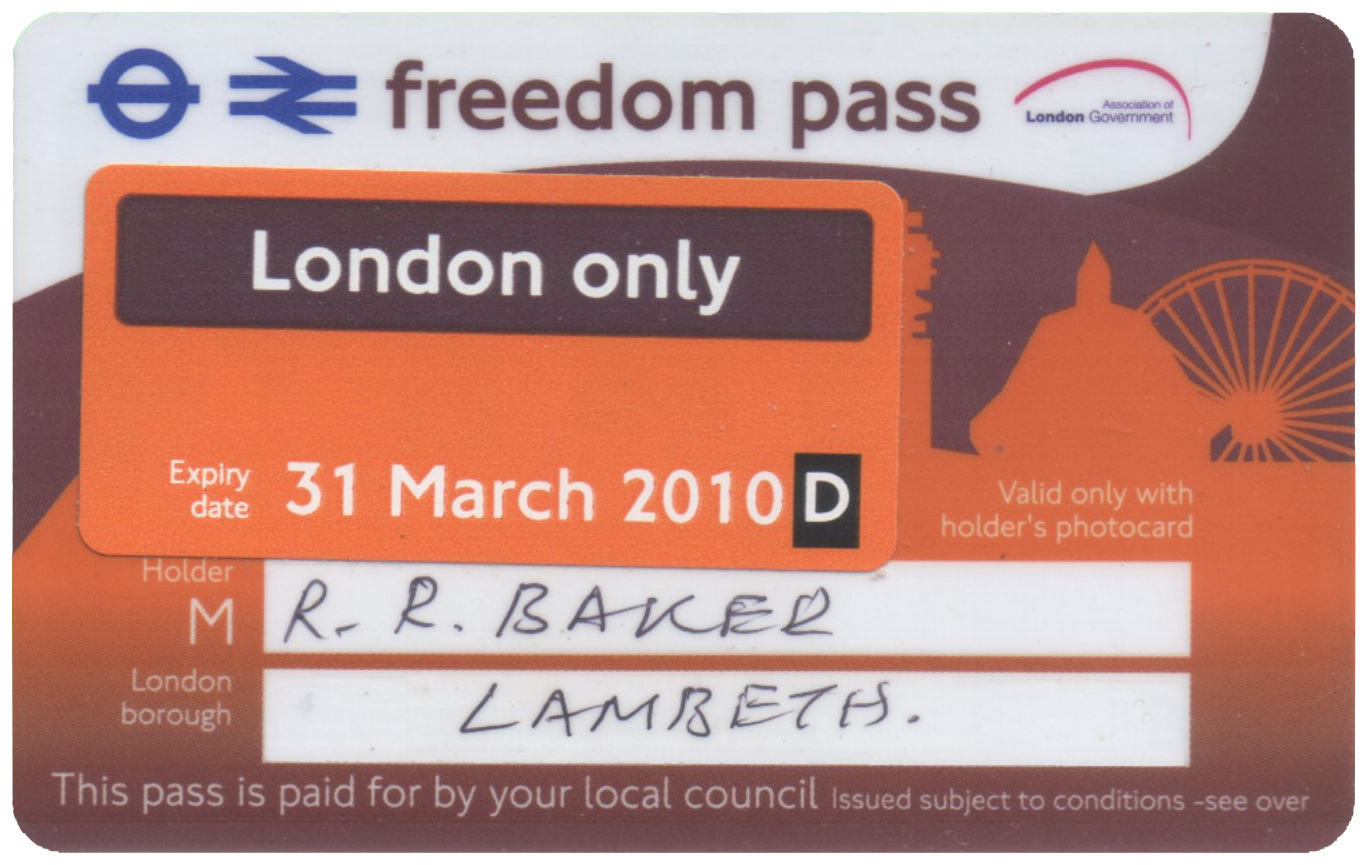
Průkazka „Freedom Pass“ vydávaná seniorům a lidem s postižením.

Jízdné je odpuštěno válečným veteránům.
Od 60 let věku je možné žádat o průkazku umožňující cestování zdarma po Londýně. Tato průkazka existuje od roku 2012 a slouží těm, kteří ještě nemají nárok na Freedom Pass. Od roku 2023 ale platí pouze mimo přepravní špičku, o víkendech a svátcích. Obyvatelům Londýna starším 66 let nebo lidem s hendikepem je pak vydávána jízdenka „Freedom Pass“, která jim umožňuje cestovat zdarma nejen po Londýně a okolí. Stále však platí pouze v době mimo špičku. Předchůdce Freedom Pass vznikl již v roce 1973 a nárok na něj vznikal v nižším věku. Název „Freedom Pass“ se začal používat až v roce 1990. Konkrétní věk, kdy vznikal nárok, se od roku 2010 začal posunovat v souvislosti se zvyšováním věku odchodu do důchodu. Původně se jednalo o papírovou jízdenku, ale později byla nahrazena čipovou kartou, podobnou Oyster card. Jízdné seniorům a invalidům dotují londýnské obvody ze svých rozpočtů. Celkem se jedná o stovky milionů liber ročně a tato částka neustále stoupá.

### Srovnání s jinými městy
Londýnské metro patří, co se jízdného týče, mezi nejdražší na světě. V roce 2017 bylo metro v Londýně na základě studie provedené Deutsche Bank označeno dokonce za nejdražší na světě. Průzkum v roce 2022 odhalil, že 37 % respondentů z řad obyvatel Londýna považuje jízdné za neúměrně vysoké. To je více než v jiných městech, kde byl průzkum také proveden. V roce 2023 byla zveřejněna studie, která porovnala londýnské metro s 39 světovými metropolemi a znovu jej označila jako nejdražší. Jedním z důvodů vysokých cen je skutečnost, že provozovatel Transport for London je jen částečně dotován z veřejných rozpočtů a musí si na svůj provoz vydělat. Jízdné tak tvoří většinu jeho příjmů. V roce 2023/24 jízdné tvořilo 75 % zisků. Celkem se v tomto roce vybralo přes 5 miliard liber, z čehož zhruba polovinu tvořilo metro.

## Infrastruktura

### Trasy

Zóna číslo 1 londýnského metra (2021)

K roku 2021 má londýnské metro 272 stanic.
- Seznam stanic metra a DLR (anglicky)
- Seznam zrušených nebo uzavřených stanic (anglicky).

Trasy metra je možno rozdělit do dvou typů – podpovrchové a podzemní. Jízdní dráhy podpovrchových tras jsou v úrovni cca 5 m pod zemí a vlaky, které na nich jezdí, mají stejný profil jako vlakové soupravy na běžných železnicích, tyto trasy jsou propojeny s příměstskými železnicemi. Některé trasy, které byly původně využívány metrem, jsou nyní součástí systémů příměstské železnice Overground a Thameslink. Podzemní trasy jsou v úrovni cca 20 m pod zemí a vlakové soupravy jezdí v oddělených tunelech. Tunely těchto tras mají průměr 3,56 m, takže rozměry vlakových souprav jsou výrazně menší než u podpovrchových tras.
Trasy obou typů v oblastech mimo centra města vedou na povrchu, s výjimkou trasy Victoria Line, která je celá v podzemních tunelech a Waterloo & City Line, která je příliš krátká (2 km). Z celkové délky metra je v podzemních tunelech pouze 45 %.
Metro je napojeno na mezinárodní vlakové spojení Eurostar ve stanici King's Cross St. Pancras.
Trasa Piccadilly Line spojuje centrum města s letištěm Heathrow. I když je tento způsob dopravy mnohdy přeplněný a pomalejší (cca 52 minut do stanice Green Park) než Heathrow Express, je daleko levnější.
Spojení s letištěm Stansted, zajišťované Stansted Expressem, je dosažitelné ze stanic Liverpool Street (trasy Central, Circle, Hammersmith & City a Metropolitan) a Tottenham Hale (trasa  Victoria). Nové spojení se Stansted ze stanice Stratford dosažitelné metrem (trasy Central a Jubilee) a DLR bylo zprovozněno v létě 2005.
Spojení s letištěm Gatwick, zajišťované Gatwick Expressem, je dosažitelné ze stanice Victoria (trasy District, Circle a Victoria).
Tabulka zachycuje trasy metra a jejich barevné označení na mapě londýnského metra, rok otevření první části, délku trasy a počet stanic.
| Jméno linky             | Barva        | Otevřeno | Typ          | Délka | Počet stanic |
| ----------------------- | ------------ | -------- | ------------ | ----- | ------------ |
| Bakerloo Line           | hnědá        | 1906     | Podzemní     | 23 km | 25           |
| Central Line            | červená      | 1900     | Podzemní     | 74 km | 49           |
| Circle Line             | žlutá        | 1884     | Podpovrchová | 27 km | 36           |
| District Line           | tmavě zelená | 1868     | Podpovrchová | 64 km | 60           |
| Hammersmith & City Line | růžová       | 1863     | Podpovrchová | 25 km | 29           |
| Jubilee Line            | šedá         | 1979     | Podzemní     | 36 km | 27           |
| Metropolitan Line       | purpurová    | 1863     | Podpovrchová | 67 km | 34           |
| Northern Line           | černá        | 1890     | Podzemní     | 58 km | 52           |
| Piccadilly Line         | tmavě modrá  | 1906     | Podzemní     | 71 km | 53           |
| Victoria Line           | světle modrá | 1968     | Podzemní     | 21 km | 16           |
| Waterloo & City Line    | tyrkysová    | 1898     | Podzemní     | 2 km  | 2            |

### Bezbariérový přístup

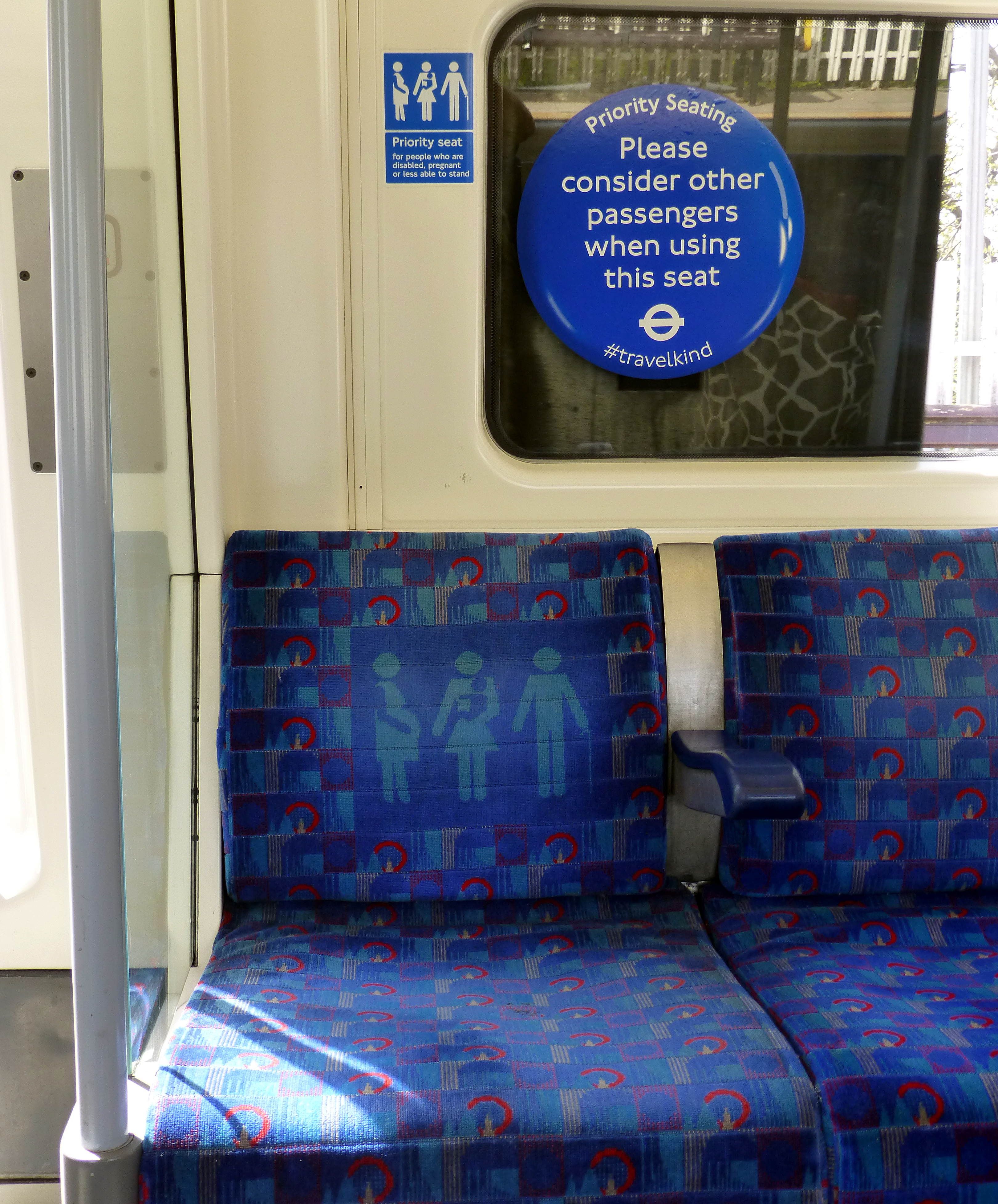
Sedačka přednostně určená pro pohybově znevýhodněné cestující.

V 19. a 20. století, kdy se většina sítě metra stavěla, nebyl bezbariérový přístup téměř vůbec zvažován. Do roku 1993 z bezpečnostních důvodů do metra ani nesměly invalidní vozíky. Většina stanic nejen v centrálním Londýně bezbariérová nikdy nebyla. Stanice jsou často hluboko pod zemí a jejich dovybavení výtahy je velmi komplikované a finančně i časově náročné, obzvlášť v případě složitých přestupních stanic. Například pro zpřístupnění stanice King's Cross St. Pancras, kde se setkává šest linek, bylo potřeba instalovat deset výtahů. První úsek metra, který se stavěl jako bezbariérový, bylo prodloužení Jubilee Line otevřené v roce 1999. Všechny nově otevřené stanice od té doby jsou bezbariérově přístupné. TfL se zpřístupňování stanic intenzivně věnuje a situace se postupně zlepšuje.

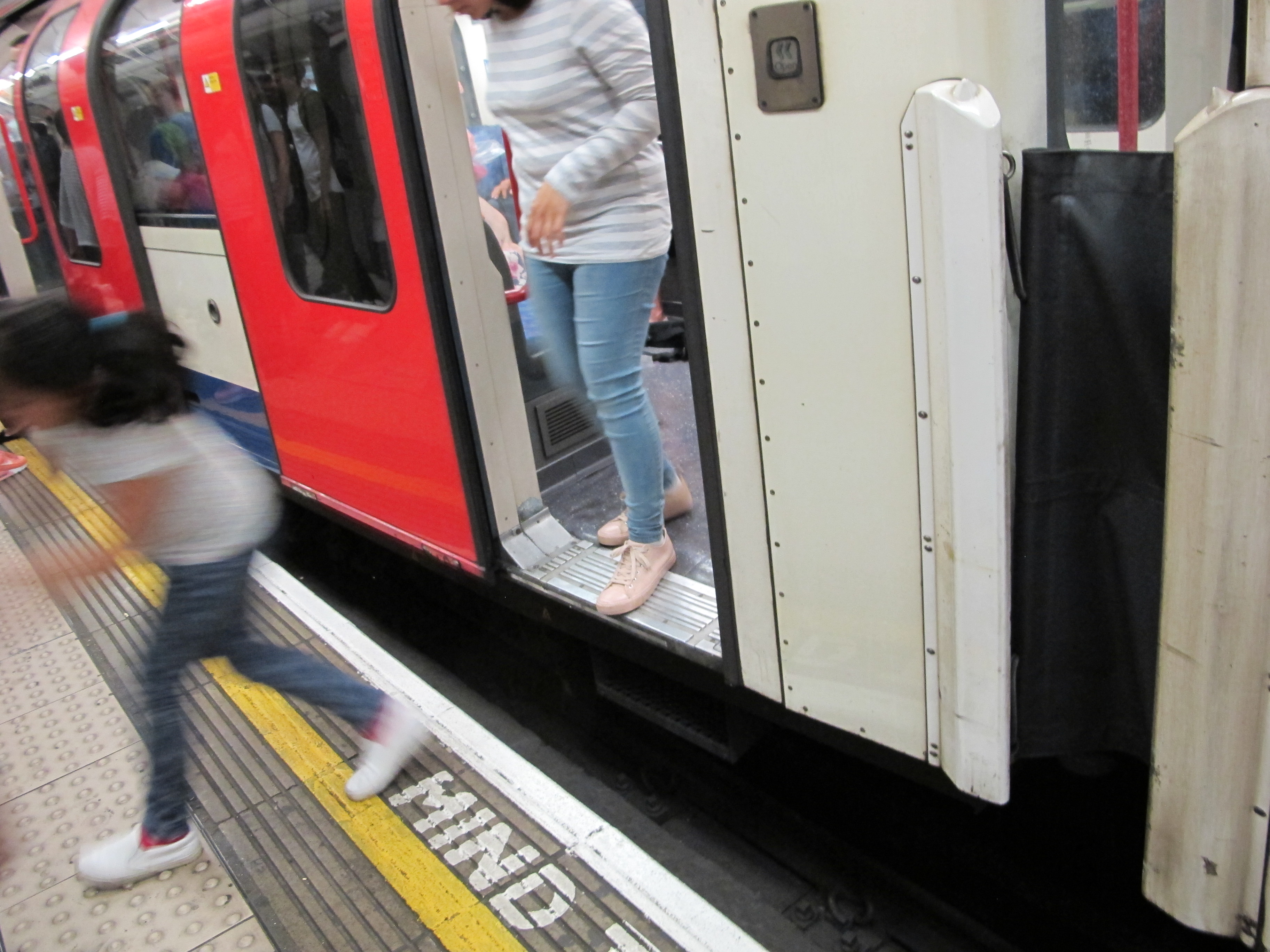
Kvůli zakřivenému nástupišti ve stanici Bank musejí cestující překonávat mezeru.

Na standardní mapě metra je vyznačeno, které stanice jsou bezbariérově přístupné. Je navíc barevně odlišeno, ve kterých stanicích je bezbariérový přístup jen na nástupiště, a ve kterých je možné se bez pomoci dostat až do vlaku. TfL rovněž vydává verzi mapy, která obsahuje specifické informace, jako je například výškový rozdíl a šíře mezery mezi nástupištěm a vlakem nebo přítomnost rampy ve stanici. Výškový rozdíl mezi vlakem a nástupištěm může dosáhnout až 12 cm. Navíc v mnoha stanicích jsou nástupiště zakřivená, což způsobuje širokou mezeru mezi vlakem a nástupištěm (až 18 cm). V některých stanicích je část nástupiště vyvýšená pro snadnější nástup cestujících na vozíku. Další možností jsou přenosné rampy, které mohou zaměstnanci na požádání připravit. Ty jsou k dispozici ve více než padesáti stanicích.
Modernější vlakové soupravy disponují celou řadou bezbariérových prvků. Jedná se například o vyhrazené místo pro invalidní vozíky, širší dveřní prostor nebo speciální povrch a barvy podlahy, aby se slabozrací či barvoslepí cestující ve vozidle lépe orientovali. Ve vozech jsou pak některá sedadla přednostně určena pro hendikepované pasažéry, seniory nebo těhotné ženy. Velká část souprav je však stará (nejstarší na Bakerloo Line jsou z roku 1972) a bezbariérové prvky byly přidány až později. Nové vlaky pro Piccadilly Line, a poté i další linky, které mají nahradit ty dosluhující, ve svém návrhu přístupnost přímo zohledňují.
K lednu 2025 mělo metro v Londýně 92 bezbariérových stanic, což je více než třetina z celkového počtu 272. V některých případech jsou přístupná jen některá nástupiště a v přestupních stanicích nemusí být zajištěny bezbariérové přestupy mezi všemi linkami. Nejvyšší podíl bezbariérově přístupných stanic mají Waterloo & City Line, Jubilee Line a Victoria Line. Nejméně přístupných stanic je na Bakerloo Line. V souvislosti s výstavbou Elizabeth Line získalo bezbariérový přístup několik stanic v centru města (například Tottenham Court Road v roce 2017). Samotná Elizabeth Line, ale také DLR, jsou už od výstavby plně bezbariérově přístupné. Na stole je zpřístupnění dalších 12 stanic. V srpnu 2024 bylo oznámeno, že je v plánu zajistit bezbariérový přístup v 50 procentech všech stanic do roku 2030.

### Mobilní signál a Wi-Fi
V průběhu roku 2012 se objevily snahy o zprovoznění Wi-Fi ve stanicích londýnského metra (ne v tunelech). TfL začal spolupracovat s britskou telekomunikační společností Virgin Media. Do roku 2013 pak bylo instalováno Wi-Fi do více než stovky stanic. Připojení mělo být zdarma po dobu olympijských her a následně mělo být zpoplatněno. Společnost Virgin Media se ale rozhodla zpoplatnění odložit na začátek roku 2013. Poté poskytovala připojení zdarma jen svým zákazníkům a ostatní cestující měli možnost si využívání Wi-Fi předplatit. Wi-Fi bylo postupně rozšířeno po celé síti. K prosinci 2024 jsou všechny stanice metra vybaveny Wi-Fi, které poskytují různí mobilní operátoři.

#### Pokrytí signálem
Vzhledem k tomu, že více než polovina sítě metra vede po povrchu, je mobilní signál v této části přirozeně dostupný. Potřeba jeho zavedení do podzemní části sítě se objevila až později. Uvažovalo se o něm v kontextu příprav na olympijské hry v roce 2012. Tento plán byl ale kvůli technické a finanční náročnosti zrušen. V březnu 2020 byl 2G, 3G a 4G signál zkušebně zprovozněn na Jubilee Line v tunelech i podzemních stanicích úseku Westminster – Canning Town. Jelikož je tento úsek poměrně vytížený, mohlo být dobře otestováno, jak systém funguje při vyšším zatížení. Zkušební pokrytí signálem na tomto úseku se v dubnu 2022 stalo trvalým.
V roce 2021 navázala s TfL spolupráci společnost BAI Communications, která následně obdržela zakázku na zavedení mobilního signálu do metra a jeho provozování po dobu dvaceti let. Starosta Londýna Sadiq Khan toho roku prohlásil, že celá síť bude pokrytá signálem do konce roku 2024, což se ovšem nestihlo. Zahrnovalo by to přes dva tisíce kilometrů kabelů, které by bylo nutné do tunelů instalovat v nočních hodinách, kdy probíhá údržba. V prosinci 2022 byl spuštěn mobilní signál na některých úsecích Central Line a poté také na Northern Line. Podzemní úsek Elizabeth Line, který byl zprovozněn právě v roce 2022, je mobilním signálem plně pokryt. Spolu s ním byly v následujících letech pokryty další úseky podzemních linek v centrálním Londýně. V květnu 2024 se jednalo zhruba o 25 % podzemní části sítě s mnoha dalšími úseky v přípravě. Spolu s nadzemními částmi metra je signál k dispozici v 80 % sítě. Starosta Sadiq Khan také slíbil, že bude postupně pokryta celá síť metra, Overgroundu i DLR, a to do konce roku 2025.
K prosinci 2024 byly pokryty telefonním signálem (4G a 5G) následující úseky a stanice:
- Bakerloo Line – úsek Embankment ↔ Piccadilly Circus
- Central Line – úsek Shepherd's Bush ↔ Bank
- Jubilee Line – úsek Westminster ↔ Canning Town
- Northern Line – úseky Balham ↔ Clapham North a Embankment ↔ Hampstead/Highgate
- Piccadilly Line – úsek Hyde Park Corner ↔ Russell Square
- Victoria Line – úsek Green Park ↔ Euston

### Chlazení a ventilace
Teploty v londýnském metru mohou být obzvláště v létě nepříjemně vysoké. To se týká především podzemních linek, jejichž tunely mají úzký profil a s ventilací se při výstavbě téměř nepočítalo. V roce 2006, kdy se západní Evropou prohnala vlna veder, byla na podzemní Central Line naměřena nejvyšší teplota až 47 °C. Teploty na této lince patří mezi nejvyšší v celé síti.
Obecně se situace pomalu zhoršuje. Na začátku 20. století, kdy byly mnohé podzemní linky otevřeny, byly relativně nízké teploty (kolem 14 °C) používány v reklamě. Cestujícím bylo slibováno ochlazení v podzemních stanicích. To ale záhy přestalo platit. Na začátku 21. století byla běžná teplota mezi 20 a 25 stupni. V roce 2002 byla dokonce překonána teplota 30 stupňů, čímž se metro stalo nevhodným pro cestování se zvířaty dle nařízení Evropské unie. Takto vysoké hodnoty ale v následujících letech přestaly být ojedinělé. V létě 2023 byla nejteplejší linkou Victoria Line, průměrná teplota na nástupištích v průběhu roku zde byla 28,2 °C. Naopak nejchladnější byly podpovrchové linky, kde bylo průměrně jen 19,3 °C.

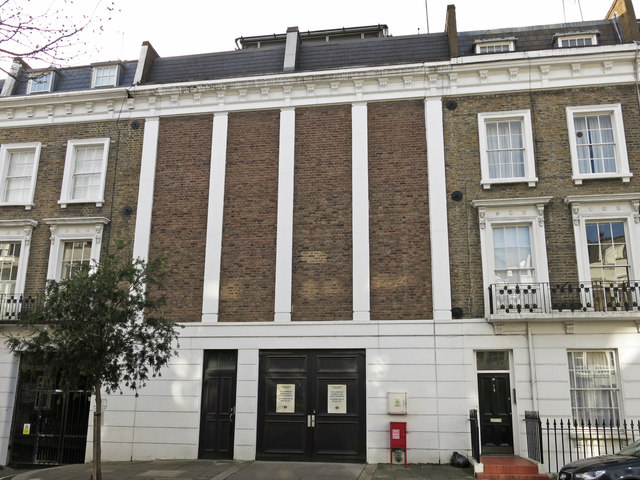
Maskovaný vývod ventilace Victoria Line ve čtvrti Pimlico (na střeše)

Většina souprav metra není vybavena klimatizací. Pouze na podpovrchových linkách jezdí soupravy z roku 2009, které klimatizaci mají. Od srpna roku 2023 je tato skutečnost zobrazena také na oficiální mapě metra pomocí symbolu sněhové vločky. Vzhledem k šířce tunelů není jednoduché instalovat klimatizaci do vlaků podzemních linek. Instalací klimatizace by se tunely ohřívaly rychleji a hrozilo by přehřátí prostorů nástupišť. Je zde totiž málo ventilačních šachet a teplo nemá kam unikat. Instalace nových šachet je velmi komplikovaná, jelikož tunely procházejí pod hustě zastavěným územím. Nové vlaky, které by měly nahradit zastaralý vozový park na linkách Bakerloo, Central, Piccadilly a Waterloo & City, již klimatizaci mít budou a navíc budou schopny vyšší rekuperace, což by mohlo situaci pomoct. Brzdění vlaků je totiž jedním z hlavních důvodů, proč se teplota zvyšuje. Konkrétně tvoří 38 % ze všech zdrojů tepla. U vlaků, které jsou tímto systémem vybaveny, se daří rekuperovat až polovinu energie a tento poměr by se měl v budoucnosti zvyšovat.

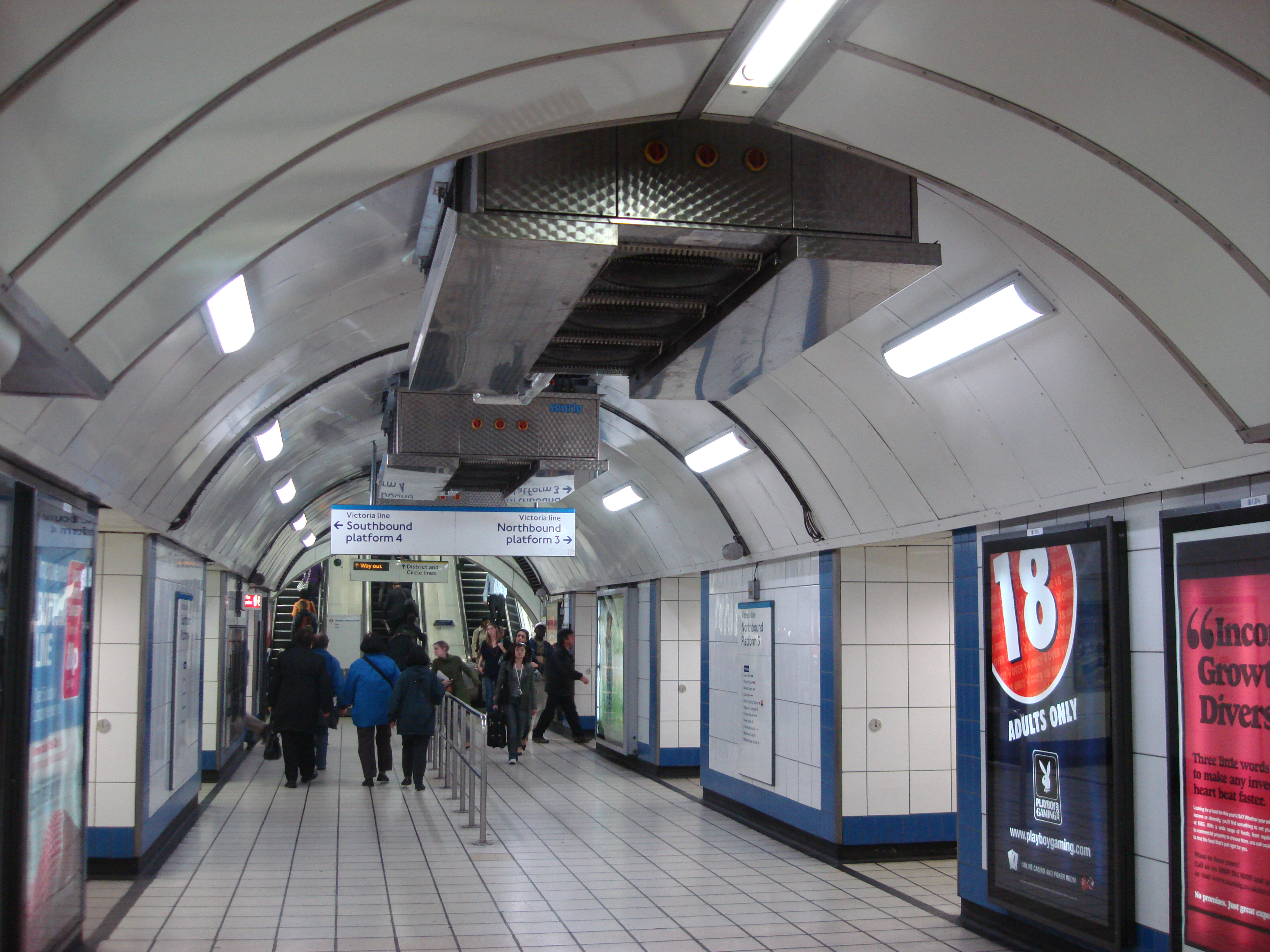
Stropní chladicí systém ve stanici Victoria (2007)

Zhruba čtyři pětiny uvolněného tepla pohltí stěny tunelů, zatímco ventilační systémy zvládnou odvést pouze asi desetinu. Transport for London činí kroky k tomu, aby se množství uvolněného tepla snižovalo, nebo aby jej alespoň bylo možné efektivně odvádět. V roce 2006 byl ve stanici Victoria do ročního zkušebního provozu uveden chladicí systém, který pomocí trubek s vodou pomáhá ochladit vzduch ve stanici. V roce 2022 byl ve stanici Holborn testován jiný systém, který používá  panely naplněné chladnou vodou a ventilátory pro cirkulaci vzduchu. Tento inovativní přístup by mohl být řešením pro chlazení dalších podzemních stanic. Objevily se také pokusy přebytečné teplo využít. Například na Northern Line v obvodu Islington byl vybudován tepelný výměník, který je prvním svého druhu na světě a umožňuje pomocí zbytkového tepla vytápět celkem 1350 domácností. Možnost odebírat teplo ze země se zvažuje také v centrálním Londýně, kde by jej metro mohlo potenciálně za úplatu poskytovat na vytápění budov, které stojí nad jeho tunely. Na rok 2026 je naplánován začátek výstavby systému za 1 miliardu liber, který by dokázal využít teplo londýnského metra a vodu z řeky Temže pro vytápění budov ve čtvrti Westminster, včetně několika významných památek, jako je například Westminsterské opatství či budova parlamentu.

## Provoz
Provoz londýnského metra začíná kolem páté hodiny ráno a končí mezi půlnocí a první hodinou. Během konání důležitých veřejných akcí ve městě může být provoz metra prodloužen, jako se tomu stalo například v roce 2012, kdy se konaly olympijské hry. V nočních hodinách, kdy je provoz přerušen, probíhá údržba, která je vzhledem ke stáří souprav a některých částí sítě nezbytná. Nejvyšší rychlosti až 100 km/h dosahují vlaky na Metropolitan Line. Maximální rychlost v tunelech je kvůli jejich stáří často omezená. Průměrná rychlost metra po započítání zastávek je asi 33 km/h.
Intervaly odjezdů se u jednotlivých linek liší. Ve špičce se intervaly pohybují mezi 2 až 7 minutami, mimo špičku a o víkendech a svátcích metro jezdí méně často. Síť metra se na mnoha místech větví, což způsobuje velké rozdíly mezi intervaly v jednotlivých částech některých linek. V méně významných větvích daleko od centra pak může být interval mimo špičku třeba i půl hodiny.

### Night Tube

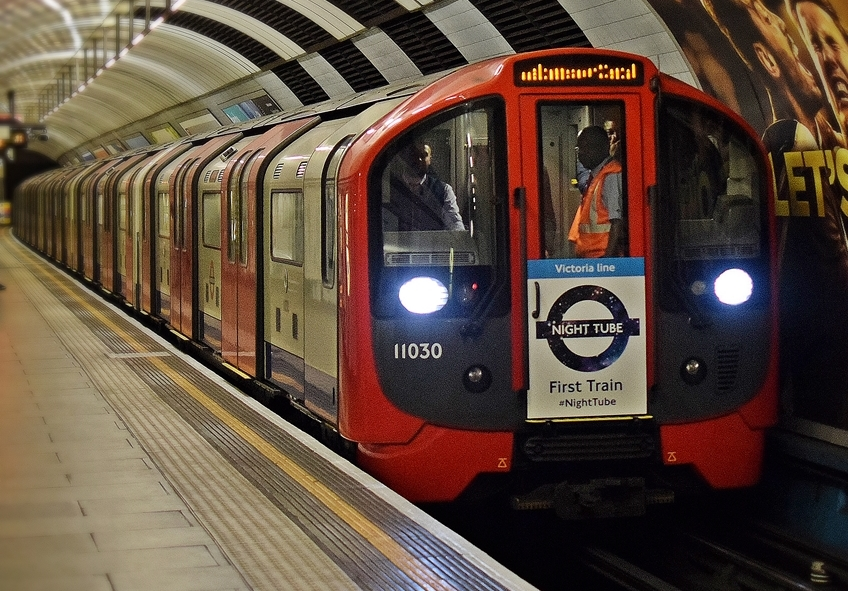
První souprava na Victoria Line v rámci Night Tube (stanice Pimlico)

V roce 2013 byly oznámeny plány iniciativy Night Tube („noční metro“), která by umožnila noční provoz některých linek metra. Původně měl být projekt spuštěn již v září 2015, ale nakonec byl odložen a na linkách Central a Victoria byl spuštěn v srpnu 2016. Na podzim téhož roku byl provoz rozšířen na linky Jubilee, Northern a Piccadilly. Od března 2020 byl noční provoz přerušen kvůli pandemii covidu-19. Obnovován byl postupně a v červenci 2022 již Night Tube fungovalo v plném rozsahu.
Na uvedených linkách běží v rámci projektu celonoční provoz v noci z pátku na sobotu a ze soboty na neděli, většinou s intervalem deseti minut. Do Night Tube jsou některé linky zahrnuty jen částečně. K lednu 2025 konkrétně:
- Central line – úsek Ealing Broadway ↔ Hainault/Loughton
- Jubilee line – celá linka
- Northern line – úsek Morden ↔ Edgware/High Barnet (přes Charing Cross)
- Piccadilly line – úsek Heathrow Terminal 5 ↔ Cockfosters
- Victoria line – celá linka

Noční provoz je do roku 2017 dále k dispozici na části East London Line londýnského Overgroundu.
V říjnu 2024 se objevil návrh rozšířit provoz i na noci ze čtvrtka na pátek. Starosta Londýna Sadiq Khan prohlásil, že návrh podporuje, ale finanční možnosti TfL nejsou v dostatečně dobrém stavu.

## Vozový park

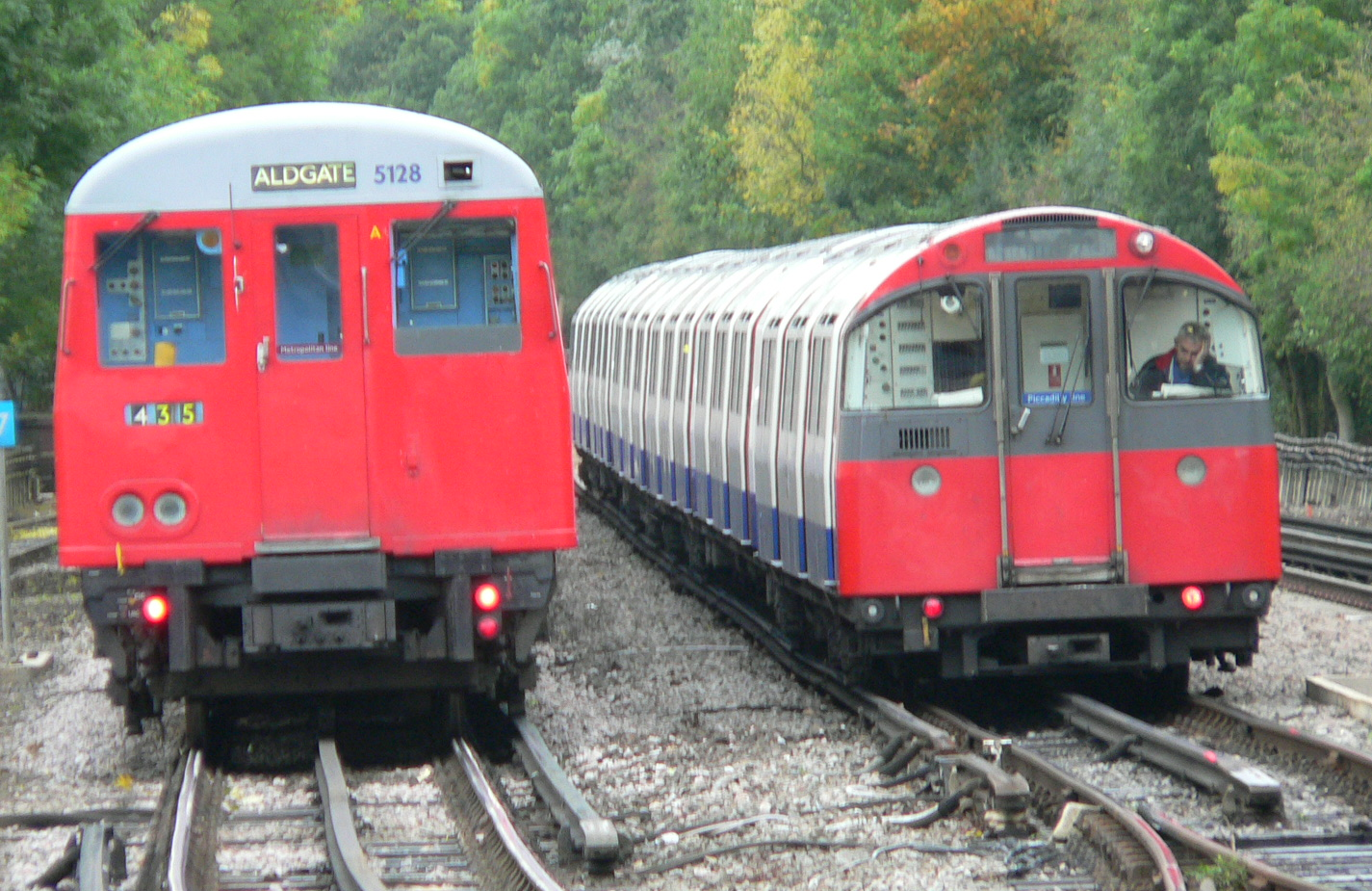
Srovnání rozměrů a profilu podpovrchové soupravy (vlevo) a podzemní soupravy

Na trasách metra se v době jeho historie používaly různé druhy souprav. Původní jednotky byly poháněny parou (zrušené od roku 1908). V současné době jsou v provozu dva druhy souprav.
Na podpovrchových trasách (Sub-Surface) jezdí soupravy, které víceméně svými rozměry odpovídají rozměrům vlaků provozovaných na běžných železničních tratích. Na podzemních trasách (Tube) jezdí jednotky s mnohem menším profilem, svými rozměry přizpůsobené rozměrům tunelů, ve kterých jezdí.
Kompletní přehled vozového parku londýnského metra (anglicky).